# Bimota DB3 Mantra
La DB3 Mantra est un modèle de motocyclette du constructeur italien Bimota.
La DB3 Mantra est le premier modèle roadster du constructeur de  Rimini, jusque-là habitué à produire des modèles sportifs.
Sa première présentation a lieu lors du salon de Cologne en 1994 mais la production effective ne démarre qu'en septembre 1995.
Le responsable de l'opération, Pier Luigi Marconi confie le look de la nouvelle Bimota au designer français Sacha Lakic. Ce dernier ne fait pas dans la demi-mesure et décide de doter la Mantra d'une esthétique totalement différente de ce qui se trouve sur le marché à la même époque. La couleur de la robe participe également à la différenciation. La DB3 n'est disponible qu´en jaune et noire.
La bulle est facilement démontable pour donner un style différent à la machine. Le réservoir abrite une petite boîte à gants permettant l'emport d'une combinaison de pluie.
Le tableau de bord est rouvert de ronce de noyer.
Les quatre silencieux d'échappement en aluminium se retrouvent superposés deux à deux sur les côtés de la moto.
Le moteur bicylindre en V provient de la Ducati 900 Monster et développe 86 chevaux à 6 000 tr/min, pour un couple de 9,2 mkg à 5 700 tr/min. Il est alimenté par deux carburateurs Mikuni de 38 mm de diamètre.
Le cadre est un treillis tubulaire en aluminium. Les tubes adoptent une section ovale.
La fourche télescopique Païoli est ajustable en détente et compression tandis que le monoamortisseur de la même marque ajoute un réglage de précharge.
Le freinage est confié à Brembo. Il est assuré par deux disques flottants de 320 mm de diamètre à l'avant, pincés par étriers à quatre pistons. L'arrière se contente d'un disque fixe de 230 mm et un étrier deux pistons.
Les jantes Marchesini sont chaussées de pneus de 120/70 x 17 à l'avant et 180/55 x 17 à l'arrière.

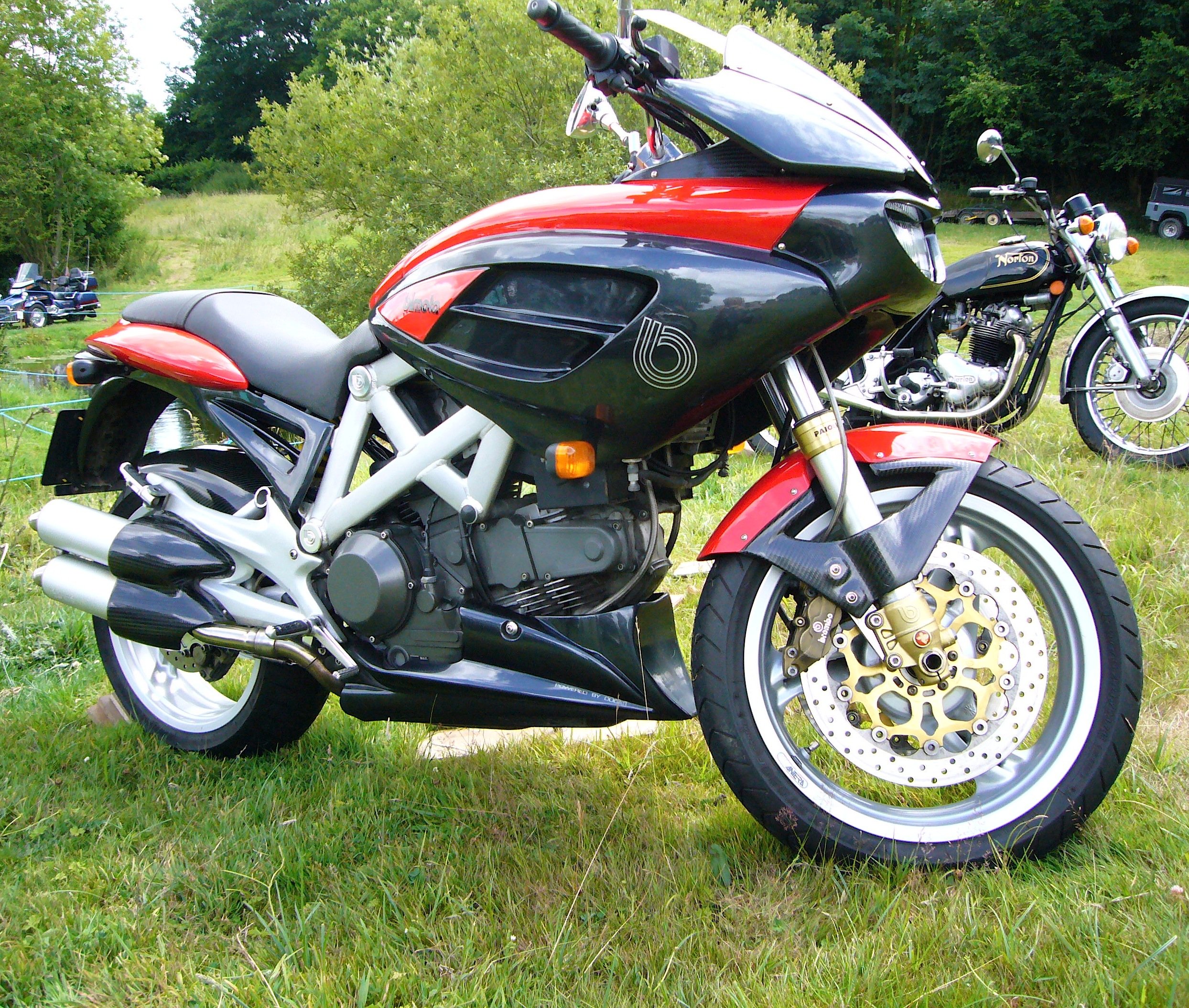
Une DB3 rouge

Une seconde version de la Mantra est présentée au salon de Milan en 1997. Les principales modification concernent la bulle, le phare et la coque arrière. Elle devient disponible avec un coloris rouge et noire et les jantes sont de marque Antera.
Un kit est disponible pour faire évoluer sa DB3 pré-1997 en DB3 post-1997.
Lors de ses trois années de commercialisation, il s'est vendu 454 DB3 Mantra, dont 426 jaunes et 28 rouges, vendues 14 200 €.